# Ctenoplusia limbirenoides
Ctenoplusia limbirenoides är en fjärilsart som beskrevs av Embrik Strand 1917. Ctenoplusia limbirenoides ingår i släktet Ctenoplusia och familjen nattflyn. Inga underarter finns listade i Catalogue of Life.